# Freycinetia
Freycinetia é um género botânico pertencente à família Pandanaceae.
Algumas espécies
- Freycinetia arborea Gaudich.
- Freycinetia banksii A.Cunn.
- Freycinetia cumingiana Gaudich.
- Freycinetia maxima Merr.
- Freycinetia mariannensis Merr.
- Freycinetia multiflora Merr.
- Freycinetia ponapensis Martelli
- Freycinetia storckii Seem.

1. ↑  «Freycinetia — World Flora Online». www.worldfloraonline.org. Consultado em 19 de agosto de 2020